# Michał Żarnecki
Michał Żarnecki, né le 12 novembre 1946 à Varsovie et mort le 21 novembre 2016 dans la même ville,, est un ingénieur du son polonais. 

## Biographie
Michał Żarnecki est diplômé du département d’ingénierie du son de l'École nationale supérieure de musique de Varsovie en 1972,.
Il est ingénieur du son sur de nombreux films et documentaires de Krzysztof Kieślowski. Au cours de sa carrière, il est l'auteur de la couche sonore de plus d'une centaine de documentaires, films de fiction, séries et spectacles de théâtre télévisé. Il est également auteur d'arrangements musicaux.
Michał Żarnecki est nommé à cinq reprises pour le prix du meilleur son aux Polskie Nagrody Filmowe. Il a également enseigné à l'université de musique Frédéric-Chopin.

## Filmographie sélective
- 1976 : Le Personnel (Personel) de Krzysztof Kieślowski
- 1976 : La Cicatrice (Blizna) de Krzysztof Kieślowski
- 1979 : L'Amateur (Amator) de Krzysztof Kieślowski
- 1981 : Le Hasard (Przypadek) de Krzysztof Kieślowski
- 1985 : Sans fin (Bez końca) de Krzysztof Kieślowski
- 1988 : Sur le globe d'argent (Na srebrnym globie) d'Andrzej Żuławski
- 2004 : Pręgi de Magdalena Piekorz (pl)
- 2006 : L'Apprenti (Z odzysku) de Sławomir Fabicki
- 2006 : Południe-Północ de Łukasz Karwowski (en)
- 2007 : Hania de Janusz Kamiński
- 2012 : Piąta pora roku de Jerzy Domaradzki (pl)
- 2013 : Syberiada polska de Janusz Zaorski

## Récompenses et distinctions
- Festival du film polonais de Gdynia
  - Meilleur son pour Pręgi en 2004
- Polskie Nagrody Filmowe
  - nommé pour le meilleur son en 2005 pour Pręgi
  - nommé pour le meilleur son en 2008 pour Hania et pour Południe-Północ
  - nommé pour le meilleur son en 2013 pour Piąta pora roku
  - nommé pour le meilleur son en 2014 pour Syberiada polska